# Gymnasielærer
En gymnasielærer er en lærer på et gymnasium eller en tilsvarende uddannelsesinstitution, hvor gymnasiale uddannelser (stx, hf, hhx eller htx) udbydes. 
Gymnasielærere er universitetsuddannede kandidater – typisk magistre, som f.eks. cand.mag.er og cand.scient.er, men også andre kandidater, som f.eks. kunstformidlere (cand.art.perit.er) – som har gennemført og bestået pædagogikum. Oftest underviser gymnasielærere i to forskellige gymnasiefag (et hovedfag og et bifag). De for gymnasielærere i gymnasiet anvendte stillingsbetegnelser adjunkt og lektor er afhængige af anciennitet. Gymnasieskolens leder benævnes rektor.
I Sydslesvig kan en folkeskolelærer være gymnasielærer eller gymnasieoverlærer (anciennitetsafhængig stillingsbetegnelse) ved at undervise i gymnasieafdelingen, der ifølge tysk lovgivning starter i 7. klasse – men kun op til 10. klasse, hvorefter undervisningen overtages af universitetsuddannede lærere (akademikere).
Danske gymnasielærere er organiseret i fagforeningen Gymnasieskolernes Lærerforening.